# Werner Stutz
Werner Stutz (Sarmenstorf, 19 aprile 1962) è un ex ciclista su strada e pistard svizzero.
Professionista tra il 1987 e il 1992, vinse due tappe al Tour de Suisse.

## Carriera
Da dilettante vinse una tappa al Grand Prix Tell nel 1986. I principali successi da professionista furono una tappa al Giro di Svizzera e una tappa al Grand Prix Tell nel 1987, una tappa al Giro di Svizzera e una al Grand Prix Tell nel 1988, due tappe e la classifica generale del Grand Prix Tell nel 1990, e, su pista, la Sei giorni di Zurigo nel 1991.
Partecipò a tre edizioni del Giro d'Italia, un'edizione del Tour de France ed ai campionati del mondo del 1988 a Ronse.

## Palmarès

### Strada
- 1986 (Dilettanti)

4ª tappa Grand Prix Tell
- 1987

Prologo Tour de Suisse (Affoltern am Albis, cronometro)
2ª tappa Grand Prix Tell
- 1988

2ª tappa Tour de Suisse (Dübendorf > Zofingen)
3ª tappa Grand Prix Tell
- 1990

Prologo Grand Prix Tell (cronometro)
8ª tappa Grand Prix Tell
Classifica generale Grand Prix Tell

#### Altri successi
- 1986

Grand Prix des Marronniers (Meyrin, criterium)
- 1987

Cham-Hagendorn (Cham, criterium)

### Pista
- 1991

Sei giorni di Zurigo (con Stefan Joho)

## Piazzamenti

### Grandi giri
- Giro d'Italia

1988: 43º
1989: 62º
1990: 51º
- Tour de France

1991: 113º

### Classiche
- Liegi-Bastogne-Liegi

1990: 48º

### Competizioni mondiali
- Mondiali su strada

Ronse 1988 - In linea: ritirato